# Hüpokeimenon
A hüpokeimenon ókori görög filozófiai fogalom. Arisztotelész ez alatt (ógörögül ὑποκείμενον; latinul: subiectum; az alsó, a legyőzött) a megismeréstöl függetlenül létezőt jelölte, amiről valamit állítanak, mert az az állapotok változásától függetlenül létezik.
Először a fogalommal Anaximandernél és Anaximenésznél találkozunk, de Démokritosznál is. Teljes jelentésspektrumát nem Platónnál, hanem csak Arisztotelésznél éri el. A görög hypokeimenonból származik a latin Subjekt (subjectum) fogalma, amely eredetileg egy állandóan jelenlévő dolgot jelentett (A nyelvtanban is mint alany) Csak a francia René Descartes óta jelenti a szó az ént, amely nála a megkérdőjelezhetetlen alapja minden további tudásnak.